# تيغست غيتنت
تيغست غيتنت (ولدت في 7 يوليو 1997) هي عداءة بحرينية. تنافست في دورة الألعاب الأولمبية الصيفية 2016 في ريو دي جانيرو بالبرازيل في سباق 3000 متر موانع للسيدات. حققت زمن قدره 9:49.92 ولكنها لم تتأهل إلى النهائي.

## روابط خارجية
- تيغست غيتنت على موقع الاتحاد الدولي لألعاب القوى (الإنجليزية)
- تيغست غيتنت على موقع الدوري الماسي (الإنجليزية)
- تيغست غيتنت على موقع اللجنة الأولمبية الدولية (الإنجليزية)
- تيغست غيتنت على موقع أوليمبيديا (الإنجليزية)